# Зрин
Зрин (на хърватски: Zrin) е село в Хърватия, Сисашко-мославска жупания. Разположено е южно от град Сисак. В миналото е известно като седалище на аристократичния род Зрински. Замъкът Зрин е тяхно притежание от 1347 г., когато крал Лайош I Велики им го дарява. По това време родът все още носи името Шубич, но впоследствие по името на замъка приема името Зрински. В средата на XVI в. Зрински напускат замъка след като получават нови владения в Меджимурието и се установяват в Чаковец. Въпреки това Зрин остава тяхна собственост до октомври 1577 г., когато османците го завладяват и селището остава в границите на Османската империя до 1718 г.

## Население
През 2001 г. в селото живеят 12 души. През 2011 г. то вече е официално обявено за необитаемо.